# أنا والآخرين
أنا وآخرون (بالروسية: Я и другие)‏ فيلم علمي شهير عام 1971، صور في استوديو أفلام كييفناوك، من إخراج فيليكس سوبوليف. يتكون الفيلم من عدد من التجارب الاجتماعية والنفسية، على غرار تجارب سليمان آش. أصبحت تجربة الإيحاء، أو التوافق، التي أجريت مع أطفال ما قبل المدرسة، الأكثر شعبية.

## حبكة
نشأت فكرة الفيلم تحت تأثير نتائج تجارب آش. شارك الطلاب الأمريكيون الذين أظهروا ميلًا إلى الامتثال في التجارب. كان الافتراض الأولي هو أن الشعب السوفيتي كان أكثر استقلالية في أفكاره.
يتكون الفيلم من لقطات وثائقية لتجارب نفسية، صوت مذيع خلف الكواليس يعلق على سير التجربة وردود أفعال الناس. تُظهر التجارب كيف يمكن لأي شخص أن يفكر في كل شيء لا يستطيع تذكره، وكيف يمكن للناس أن يتأثروا برأي الآخرين، حتى إلى درجة العبثية. أعد التجارب وأجرىها Мухина, Валерия Сергеевна [الروسية].

### تجربة كلاهما أبيض
هناك نوعان من الأهرامات على الطاولة: أبيض وأسود. يتفق ثلاثة أطفال مع المجرب على أن كلا الهرمين أبيضان. يتم فحص الطفل الرابع للتأكد من قابليته للإيحاء. بينما يدعي أحد الأطفال أثناء التجربة أن الأهرامات ذات ألوان مختلفة: الأسود والأبيض، يتفق معظم الأطفال ويكررون أن كلا الهرمين أبيض. عندما شارك الطلاب في التجربة بدلاً من الأطفال، لم تتغير إحصائيات الإجابات.
في السبعينيات، اتخذت عبارة "كلا الأبيض" معنى استعاريًا واسعًا في الأوساط الأكاديمية المطلعة على الفيلم.

## يرى أيضًا
- تجربة الرماد
- تجربة ميلجرام

## وصلة
- فيلم "أنا والآخرون" على موقع اليوتيوب.
- (بالروسية) مؤتمر بالفيديو على أساس فيلم "كلنا ممتثلون" على snob.ru